# 祖布恰特冰架
67°13′S 49°5′E / 67.217°S 49.083°E
祖布恰特冰架是南極洲的冰架，位於恩德比地，處於薩克拉里半島南面，蘇聯製圖師根據該國極地探險隊拍攝的空中照片把該冰架繪入地圖。